# (8536) Måns
(8536) Måns est un astéroïde de la ceinture principale.

## Description
(8536) Måns est un astéroïde de la ceinture principale. Il fut découvert le 21 mars 1993 à La Silla par Claes-Ingvar Lagerkvist. Il présente une orbite caractérisée par un demi-grand axe de 3,01 UA, une excentricité de 0,09 et une inclinaison de 8,5° par rapport à l'écliptique.

## Compléments